# Tayasal
Tayasal ali Tah Itzá v Gvatemali, je bilo mesto civilizacije Majev post-klasičnega obdobja, ustanovljeno v 13. stoletju našega štetja. Ležalo je na otoku sredi jezera Petén Itzá, v okrožju El Petén, Gvatemala. Tayasal, prestolnica Itzá Majev, je bil skupaj z bližnjim Zacpeténom in Queixilom, situiranem na dveh otokih jezera Petenxil, eno od zadnjih mest ameriškega kontinenta, ki so ga osvojili Španci. To se je zgodilo šele leta 1697. Španci so Tayasal razrušili in uporabili kamenje iz njegovih templjev za gradnjo katoliške cerkve in drugih hiš, zaradi česar se je ohranilo le malo od nekdanje veličine mesta. Španci so večkrat poskusili osvojiti Tayasal, vendar je bil zaradi odlične obrambne lege sredi jezera zelo težak plen. Prvi ga je poskusil osvojiti že Hernan Cortes v letu 1541, a je odnehal zaradi gorečega odpora prebivalcev in težavne lege samega mesta. Leta 1618 sta Tayasal obiskala  2 jezuitska duhovnika, ki ju je spremljalo nekaj domačinov iz današnjega Belizeja. Bila sta dobro sprejeta. Čez čas sta ugotovila, da Itze častijo mumificiranega in posušenega konja, ki je v mestu ostal še iz časov Cortesove ekspedicije in ki so ga imenovali Tzimin Chac (Gromovni Konj). Duhovnika sta praksi nasprotovala, kar je užalilo domačine, tako da ju je vladar Tayasala, Kan Ek (Črna Kača) dal izgnati iz mesta. Od tistega dne je pripravljal svoje ljudstvo na obrambo pred morebitnim povratkom belih osvajalcev. Res je potem prišlo do več španskih eskpedicij nad mesto: najprej iz Belizeja, leta 1685, nato iz Alta Verapaza, leta 1687, nato še iz Jukatána leta  1691 in 1695, vse do 13. marca 1697, ko je bil Tayasal končno osvojen v kombiniranem napadu pod vodstvom Martína de Ursúa, ki je pri preboju uporabil tudi z artiljerijo oborožene čolne.

## Tayasal danes
Tayasal se je tekom stoletij spremenil v današnji Ciudad de Flores, prestolnico gvatemalskega okrožja Petén, na severu države. Danes je predvsem turistično mesto in pomembna izhodiščna točka za obiskovalce arheoloških najdišč na tem območju. V bližnji prihodnosti naj bi se v njegovi okolici, na celini, zgradilo mednarodno letališče Aeropuerto Internacional Mundo Maya.